# Lepidopsetta
Lepidopsetta es un género de peces de la familia Pleuronectidae, del orden Pleuronectiformes. Este género marino fue descrito por primera vez en 1862 por Theodore Gill.

## Especies
Especies reconocidas del género:
- Lepidopsetta bilineata (Ayres, 1855)
- Lepidopsetta mochigarei Snyder, 1911
- Lepidopsetta polyxystra J. W. Orr & Matarese, 2000